# Metteniusaceae
Metteniusaceae — родина квіткових рослин, єдина родина в порядку Меттенієві. Він складається з близько 10 родів і 50 видів дерев, чагарників і ліан, переважно тропіків. Раніше родина обмежувалася лише Metteniusa, але тепер вона розширена кількома родами, які раніше входили до широко поліфілетичних Icacinaceae.